# ورزشگاه گراند کامیونیکیشنز
ورزشگاه ارتباطات گراند (به انگلیسی: Grande Communications Stadium) با ظرفیت ۱۸٬۰۰۰ نفر در شهر میدلند ایالت تکزاس واقع شده‌است. این ورزشگاه در تاریخ ۲۰۰۲ تأسیس شد و دارای زمین چمن مصنوعی می‌باشد.